# Río Torío
El río Torío es un curso fluvial que discurre por la provincia de León (España), perteneciente a la cuenca del Duero.

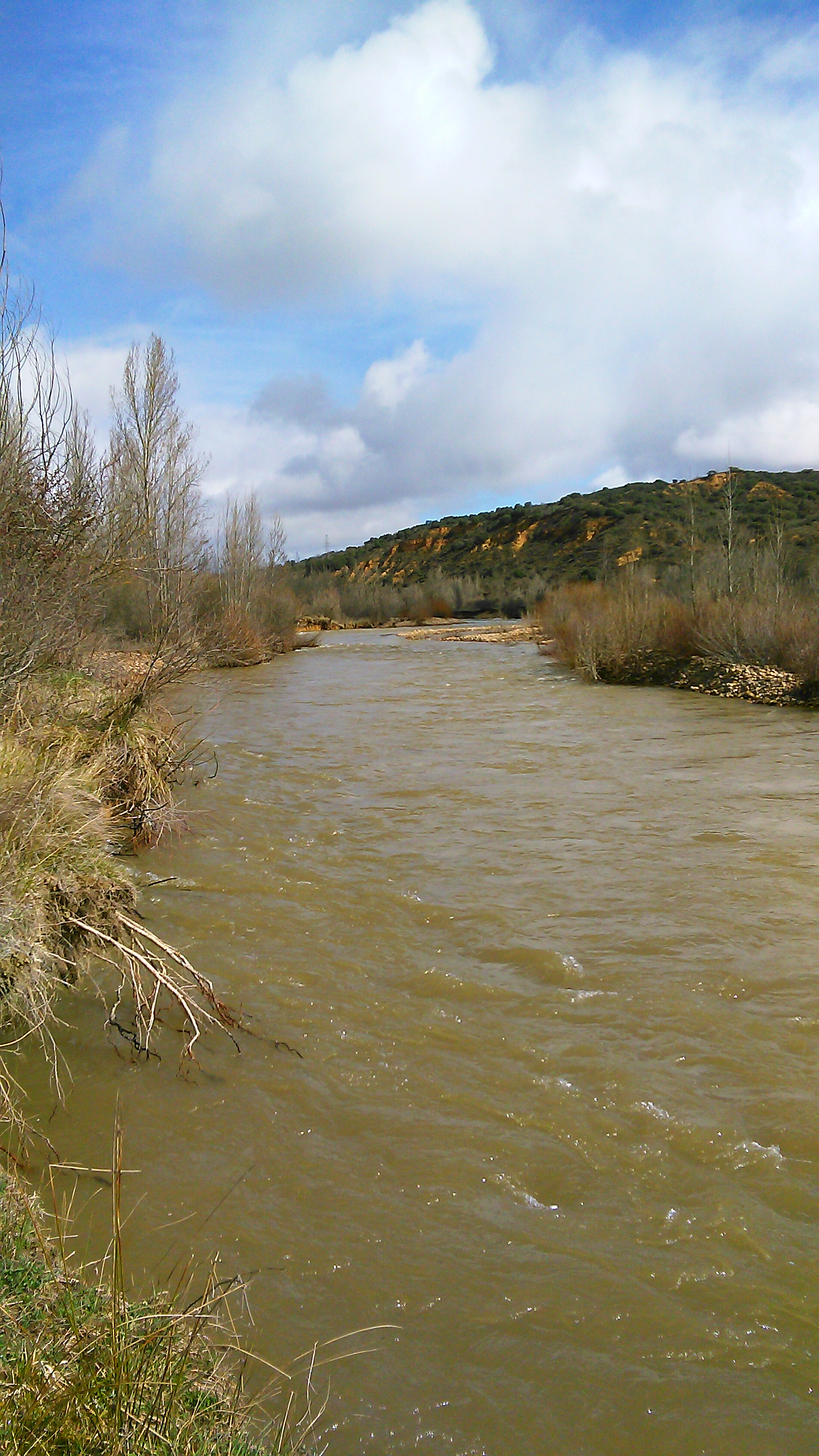
Río Torío a su paso por Villamoros de las Regueras.

Tiene sus fuentes al sur del Puerto de Piedrafita, al este de la Sierra de Riaño, en el norte de la provincia de León (comunidad autónoma de Castilla y León, España). Es el mayor afluente del río Bernesga. De norte a sur, recorre los municipios de Cármenes, Vegacervera, Matallana de Torío, Garrafe de Torío, Villaquilambre y León, donde se une al Bernesga. Desde sus fuentes, a 1630 m de altitud, hasta la desembocadura su longitud es de 63 km.
Sus aguas limpias y transparentes lo convierten en un verdadero paraíso para la trucha común que habita los ríos de esta provincia. Todo esto hace que el río Torío sea uno de los preferidos por los pescadores de la provincia, destacando el coto de pesca de Felmin que se encuentra por encima de Vegacervera y que en la actualidad es considerado uno de los mejores cotos de pesca de la provincia de León.[cita requerida]
Su gestión hidrológica es llevada a cabo por la Confederación Hidrográfica del Duero.